# Federação de Futebol do Quênia
A Federação de Futebol do Quênia (em inglês:  Football Kenya Federation, FKF) é o órgão dirigente do futebol no Quênia, responsável pela organização dos campeonatos disputados no país, assim como da Seleção Queniana. Foi fundada em 1960 e afiliada à FIFA desde 1960, à CAF desde 1961 e à CECAFA desde 1973. A entidade é comandada por Nick Mwendwa.